# Добринка Станкова
Добринка Николова Станкова е българска актриса.

## Биография
Родена е на 1 декември 1947 г. в София. Първоначално следва руска филология, а след това завършва актьорско майсторство във ВИТИЗ „Кръстьо Сарафов“ през 1971 г. в класа на проф. Любомир Кабакчиев.
Започва да играе на сцената на Драматичен театър в Сливен (1971-1972), а от 1972 г. в Народния театър „Иван Вазов“.
Участва в различни театрални постановки като „Казаларската царица“ на Иван Вазов, „Когато гръм удари“ и „В полите на Витоша“ на Пейо Яворов, „От ума си тегли“ на Александър Грибоедов, „Хамлет“ на Уилям Шекспир, „Мъртвешки танц“ на Аугуст Стриндберг, „Посещението на един инспектор“ Джон Пристли (ТВ театър), „Милионерът“ на Йордан Йовков, „Бесове“ по Фьодор Достоевски, „Църква за вълци“ на Петър Анастасов, „Майстори“ на Рачо Стоянов, „Призраци в Неапол“ на Едуардо де Филипо, „Лари Томпсън“ на Душан Ковачевич, „Пигмалион“ на Джордж Бърнард Шоу, „Шокомания“ на Блазбанд, Майката в „Ах, този джаз“.
Добринка Станкова умира на 74 години от онкологично заболяване на 29 юни 2022 г.

## Награди и отличия
- Заслужил артист
- Награда „за най-добро младежко изпълнение“
- Медал „за заслуги“ към БНА

## Театрални роли
- „Казаларската царица“ от Иван Вазов
- „Когато гръм удари“ от Пейо Яворов – Олга
- „В полите на Витоша“ от Пейо Яворов
- „От ума си тегли“ от Александър Грибоедов
- „Хамлет“ от Уилям Шекспир
- „Чудаци“ от Максим Горки – Саша
- „Мъртвешки танц“ от Аугуст Стриндберг
- „Посещението на един инспектор“ от Джон Пристли

## Телевизионен театър
- „Квартет“ (1989) от Любен Лолов
- „Руска“ (1986) от Иван Вазов
- „Милионерът“ (1989) от Йордан Йовков
- „Службогонци“ (1985) (от Иван Вазов, реж. Коста Наумов)
- „Интермедии“ (1985) от Мигел де Сервантес
- „Ужасни родители“ (1984) от Жан Кокто – Мадлен
- „Хомо Фабер“ (1978) от Макс Фриш
- „Лисичета“ (1975) от Лилиан Хелман
- „Посещението на един инспектор“ (1974) от Джон Пристли
- „Неродена мома“ (1971) от Иванка Милева-Даковска
- „Бесове“ от Фьодор Достоевски
- „Църква за вълци“ от Петър Анастасов
- „Майстори“ от Рачо Стоянов
- „Призраци в Неапол" от Едуардо де Филипо
- „Лари Томпсън“ от Душан Ковачевич
- „Пигмалион“ от Бърнард Шоу
- „Шокомания“
- „Ах, този джаз!“

## Филмография
| Година    | Филми и Сериали                        | Серии  | Копродукции     | Роля                                                                |
| --------- | -------------------------------------- | ------ | --------------- | ------------------------------------------------------------------- |
| 1993-1995 | Полицаи и престъпници                  | 3      |                 | сестра Петрова, клиника за наркомани (в 3-та „Нощта на самодивите“) |
| 1991      | Онова нещо                             |        |                 | Верка                                                               |
| 1990      | Дефицит                                |        |                 | доктор Захова                                                       |
| 1989      | Мъже без мустаци                       | 6      |                 | майката на Борко                                                    |
| 1989      | Брачни шеги                            | 6 нов. |                 | съпругата на Павел (в 4-та новела: „Какво ти става“)                |
| 1985      | Константин Философ                     | 2      |                 | Ирина, дъщерята на Судал                                            |
| 1985      | Звън на кристал                        |        |                 | актрисата Вера                                                      |
| 1984      | Горе на черешата                       |        |                 | майката на Емил                                                     |
| 1984      | Преразказани приказки. Хубавка и звяра |        |                 | Хубавка                                                             |
| 1983      | Константин Философ                     | 6      |                 | Ирина, дъщерята на Судал                                            |
| 1980      | Прозорецът                             |        |                 | Росица                                                              |
| 1978      | Белият път                             |        |                 | Надя, жената на Марин / Мая, дъщерята на Марин                      |
| 1978      | Пантелей                               |        |                 | момичето от влака                                                   |
| 1974      | Зарево над Драва                       | 2      |                 | Ана                                                                 |
| 1974      | Къщи без огради                        |        |                 | Веска, дъщерята на Еленко                                           |
| 1973      | Бялата одисея                          |        |                 | дъщерята на ятака                                                   |
| 1972      | Вятърът на пътешествията               |        |                 | Ангелинка                                                           |
| 1972      | Трета след Слънцето                    | 2      |                 | Лена                                                                |
| 1971      | Откраднатият влак („Украденный поезд“) |        | България / СССР | Саша Черкезова, сестрата на Андрей                                  |
| 1970      | Черните ангели                         | 2      |                 | Рачето                                                              |
| 1969      | Иконостасът                            |        |                 | Божанка                                                             |